# Rhopalodes ligereza
Rhopalodes ligereza là một loài bướm đêm trong họ Geometridae.